# Femmes (film, 1939)
Pour les articles homonymes, voir Femme (homonymie).
Pour plus de détails, voir Fiche technique et Distribution.
Femmes  (The Women) est un film américain réalisé par George Cukor, sorti en 1939. 
Ce film, adapté de la pièce homonyme de Clare Boothe Luce, a la particularité d’avoir une distribution exclusivement féminine.

## Synopsis
Mary Haines est l’épouse exemplaire d’un homme d’affaires Stephen Haines et mère d’une petite fille. Elle est entourée d’amies plutôt cancanières, spécialement Sylvia Fowler qui sait quelque chose que Mary ignore. Stephen a une liaison avec Crystal Allen, une vendeuse arriviste. Grâce « aux bons soins » de Sylvia, Mary découvre la vérité. Après une forte confrontation avec Crystal, et poussée par Sylvia, Mary part à Reno pour y obtenir rapidement le divorce. Peu après, Stephen épouse Crystal et Mary comprend, mais trop tard, que par fierté elle a divorcé trop rapidement. Découvrant peu de temps après que Crystal trompe déjà Stephen, elle décide de partir reconquérir son mari, « armée » de griffes acérées passées au vernis à ongles « Rouge Jungle ».

## Fiche technique
- Titre : Femmes
- Titre original : The Women
- Réalisation : George Cukor
- Scénario : Anita Loos, Jane Murfin, F. Scott Fitzgerald (non crédité), Donald Ogden Stewart (non crédité), d'après la pièce de Clare Boothe Luce
- Photographie : Oliver T. Marsh et Joseph Ruttenberg
- Montage : Robert Kern
- Musique : Edward Ward et David Snell
- Direction artistique : Cedric Gibbons
- Décorateurs de plateau : Edwin B. Willis et Jack D. Moore
- Costumes : Adrian
- Producteur : Hunt Stromberg
- Société de production et de distribution : Metro-Goldwyn-Mayer
- Pays de production :  États-Unis
- Langue d'origine : anglais américain
- Format : noir et blanc et une scène en couleur (le défilé de mode est en couleur (Technicolor) — 35 mm  — 1,37:1 — son : mono (Western Electric Sound System)
- Genre : comédie sentimentale
- Durée : 134 min (2 h 13)
- Dates de sortie : 
  - États-Unis : 1er septembre 1939
  - France : 1er avril 1940

## Distribution
- Norma Shearer : Mary Haines
- Joan Crawford : Crystal Allen
- Rosalind Russell : Sylvia Fowler
- Paulette Goddard : Miriam Aarons
- Joan Fontaine : Peggy Day
- Mary Boland : la comtesse de Lage
- Hedda Hopper : Dolly de Peyster
- Marjorie Main : Lucy
- Phyllis Povah : Edith Phelps Potter
- Virginia Weidler : la petite Mary
- Lucile Watson : Mme Moorehead
- Cora Witherspoon : Mme Van Adams
- Virginia Grey : Pat
- Ruth Hussey : Mlle Watts
- Mary Beth Hughes : Mlle Trimmerback
- Dennie Moore : Olga (la manucure)

Actrices non créditées
- Dorothy Adams : Mlle Atkinson
- Mary Anderson : une jeune femme
- May Boley : la femme au masque de boue
- Lilian Bond : Mme Erskine
- Esther Dale : Ingrid
- Flora Finch : la vieille femme frappant à la fenêtre
- Theresa Harris : Olive
- Grace Hayle : une cycliste
- Carol Hughes : une vendeuse chez la modiste
- Greta Meyer : la masseuse
- Helene Millard : une vendeuse de produits cosmétiques
- Aileen Pringle : Mlle Carter, une vendeuse
- Josephine Whittell : Mme Spencer
- Mary Young : la grand-mère

## Galerie

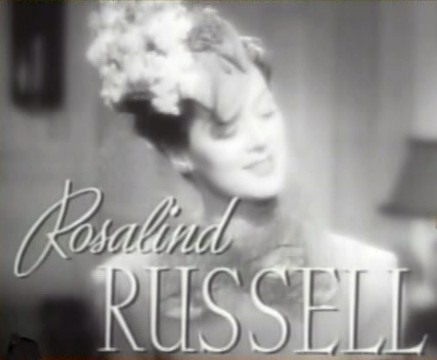
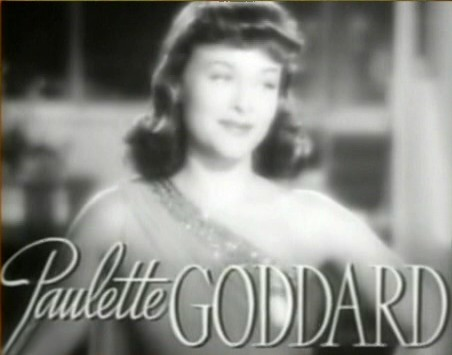
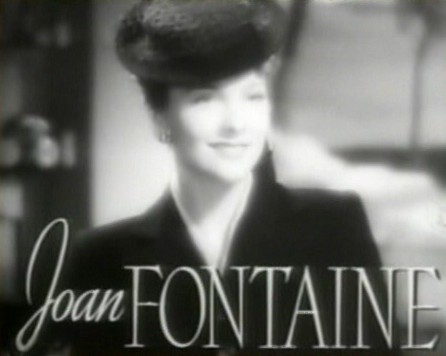
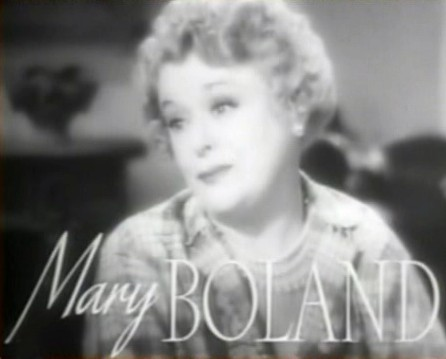
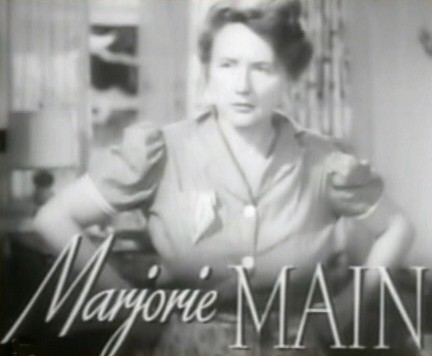
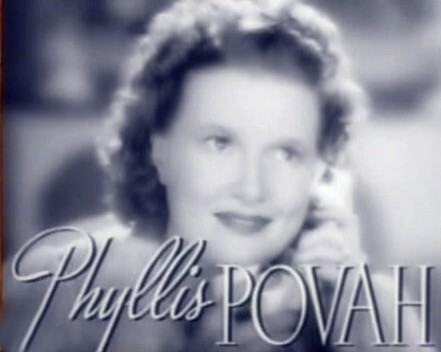
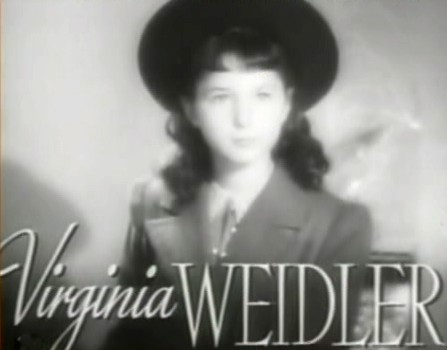
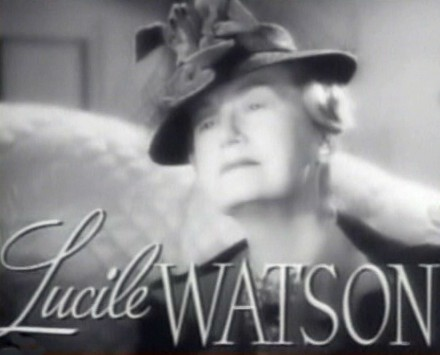

## Autour du film

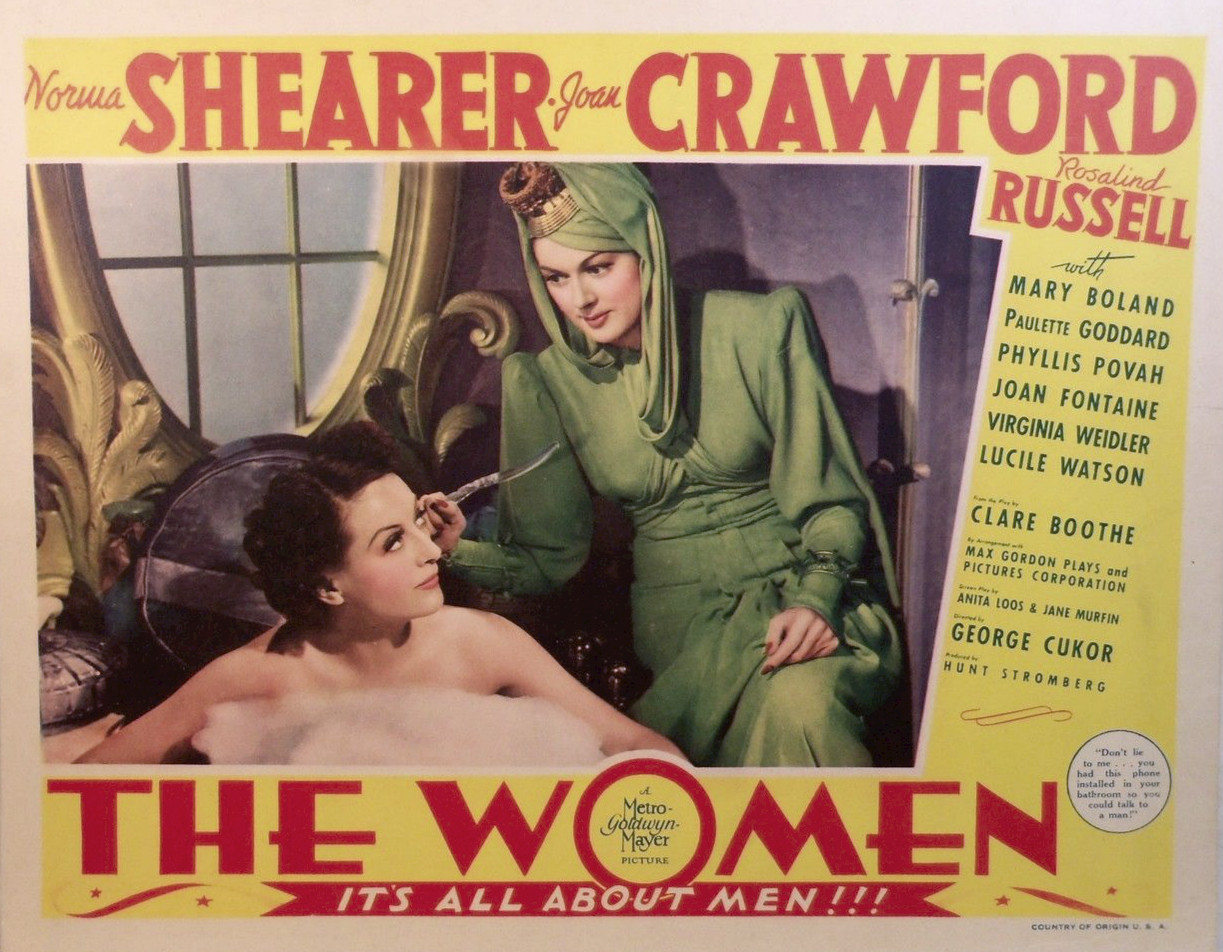
Joan Crawford et Rosalind Russell

- La première originalité de cette comédie est que, du premier rôle à la plus petite figuration, la distribution est exclusivement féminine. Le casting comporte plus de 130 femmes, et pour éviter des frictions orageuses entre les stars du film, le producteur Hunt Stromberg engagea le plus célèbre « directeur d’actrices » d’Hollywood, George Cukor, qui avait commencé de tourner alors Autant en emporte le vent. Le réalisateur, accusé de trop favoriser le jeu de Vivien Leigh au détriment de Clark Gable, fut remplacé par Victor Fleming. Cukor put ainsi mettre en scène Femmes.

- L'histoire oppose une épouse à la maîtresse de son mari et c'est ainsi que Norma Shearer affronta Joan Crawford pour la première fois à l’écran. Toutes les deux étaient des stars de la MGM et une forte rivalité régnait entre elles. Norma Shearer avait été la femme d’Irving Thalberg, producteur bras droit de Louis B. Mayer, à la tête de la MGM. Et pendant plus de dix ans, Joan Crawford reprocha à Norma Shearer de profiter de ce statut spécial d’épouse de Thalberg pour obtenir les plus beaux rôles de la MGM.

- Des difficultés ont surgi au moment de porter à l’écran la pièce de Clare Boothe. Certaines répliques étant trop crues pour être tolérées par le code censure Hays, Anita Loos et Jane Murfin en écrivirent d’autres.

- Dix-huit ans plus tard, la M.G.M. produira un remake de Femmes, The Opposite Sex, avec June Allyson dans le rôle de Norma Shearer et Joan Collins dans celui de Joan Crawford. Contrairement au film de George Cukor, The Opposite Sex, réalisé par David Miller, comporte quelques rôles masculins.

- Femmes fut un des plus grands succès cinématographiques de l’année 1939 aux États-Unis.

## Distinction
- National Film Preservation Board en 2007.